# Uraniste
Uranien, uraniste, uranisme sont des termes, de nos jours désuets, apparus au cours de la deuxième moitié du XIXe siècle pour désigner l'homosexualité, les homosexuels masculins et les pratiques sexuelles s'y rapportant.

## Terminologie

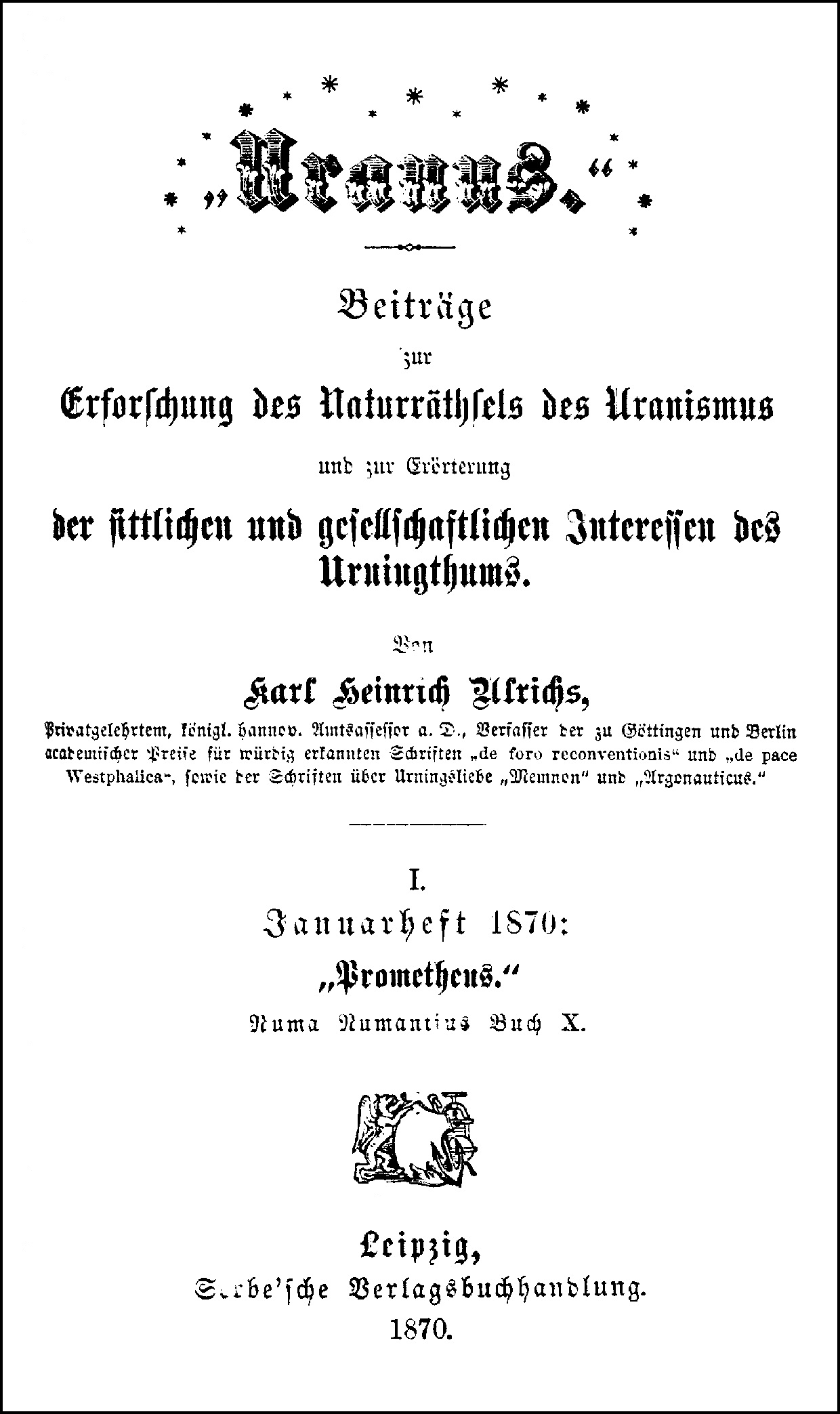
Uranus, page de titre de la revue autopubliée par Karl Heinrich Ulrichs en 1870 à Leipzig, exposant sa 10e thèse, « Prometheus », issue de ses Forschungen über das Räthsel der mannmännlichen Liebe.

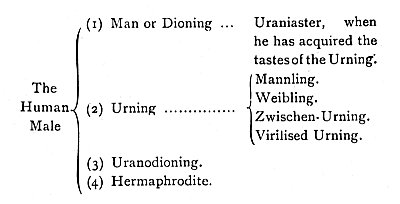
Classification à 4 niveaux proposée par l'auteur britannique John Addington Symonds dans son essai, A Problem in Modern Ethics (1891), reprenant les concepts d'Ulrichs.

L'origine de ces termes remonte aux travaux menés par le juriste hanovrien Karl Heinrich Ulrichs, qui publie en 1864-1865, sous le pseudonyme de « Numa Numantius », et dans un premier temps, cinq brochures ayant pour titre général Räthsel der mannmännlichen Liebe (« L'Énigme de l'amour entre les hommes »). Il y développe le concept de « troisième sexe » qu'il résume par la formule latine « anima mulieribus virili corpore inclusa » (« une âme de femme dans un corps d'homme »). En s'inspirant du discours de Pausanias dans le Banquet de Platon (chap. 8 et 9) sur l'Aphrodite Ourania (la fille d'Uranus), il forge l'adjectif allemand « Urning » (« uranien »). L'uranien est l'homme attiré par d'autres hommes. Le « Dioning » (« dionien »), l'homme attiré par des femmes, est l'objet de l'amour de l'uranien. Avec le temps, Ulrichs affine son raisonnement et distingue trois degrés, allant du plus féminin, au plus masculin, et finit par appliquer cette catégorisation aux femmes.
Les mots urnien, et ournien furent d’abord proposés de manière transitoire pour traduire en français le mot Urning. Les idées d'Ulrichs furent considérées comme assez nouvelles pour justifier un néologisme. Le mot qui fut accepté de manière unanime en français est uraniste (adjectif et nom) : il fut utilisé de la fin du XIXe siècle à la première moitié du XXe siècle. L'écrivain français Marc André Raffalovich publie un essai en 1896 intitulé Uranisme et unisexualité. André Gide utilise ces termes plusieurs fois dans Corydon (1924) et dans son Journal.
Sigmund Freud, qui privilégie le mot Invertierte (« inverti »), emploie le terme Uranismus dans son ouvrage, Trois essais sur la théorie sexuelle (Vienne, 1905). 
L’écrivain germano-hongrois Karl-Maria Kertbeny, qui connaissait Ulrichs et menait le même combat, proposa en 1869 les termes concurrents de « homosexuel » et « homosexualité », lesquels, avec le temps, supplantèrent les néologismes forgés par Ulrichs, en raison de leur connotations plus scientifiques. Marcel Proust trouve les termes inventés par Kertbeny « trop germaniques et pédants », et leur préfère le mot « inverti ». Toutefois, la notion d’inverti (« l'inversion de l’instinct sexuel »), et Proust en a conscience, est établie sur une double base : la théorie d’un neurologue berlinois, Carl Westphal (1833-1890) ; et la thèse de Karl Heinrich Ulrichs, selon laquelle l’amour pour le même sexe doit être considéré à la fois comme pathologique et comme naturel, puisqu’il est éprouvé par une âme de femme logée dans un corps d’homme. Dans Sodome et Gomorrhe (SG, partie I, 1922), Proust évoque l' « l’homme-femme », qui cherche toujours « l’organe masculin », [...] « comme le volubilis jette ses vrilles là où se trouve une pioche ou un râteau » : ainsi, Proust  voit ce comportement, alternativement, « comme un admirable effort inconscient de la nature » (SG, partie III, p. 23) et comme « une maladie inguérissable » (SG, part. III, p. 18).
Au Royaume-Uni, à partir des années 1880, des poètes anglais formèrent une communauté qui fut qualifiée d’uranians — le cercle des Uraniens, une subculture qui ne doit pas être confondue avec la querelle des jobelins et des uranistes (XVIIe siècle, sans aucun lien) — ; leurs productions tournaient, principalement mais pas seulement, autour des représentations et des imaginaires liés à la pédérastie comme elle se pratiquait alors en Grèce antique. Cette école informelle fit des émules aux États-Unis et en France, et caractérise le décadentisme fin de siècle.

## Article lié
- Orientation sexuelle